# Osnabrock (Dakota Północna)
Osnabrock – miasto w Stanach Zjednoczonych, w stanie Dakota Północna, w hrabstwie Cavalier.